# Citroën Jumpy
Citroën Jumpy – samochód osobowo-dostawczy klasy średniej  produkowany przez francuską markę Citroën od 1994 roku. Od 2016 roku produkowana jest trzecia generacja modelu.

## Pierwsza generacja

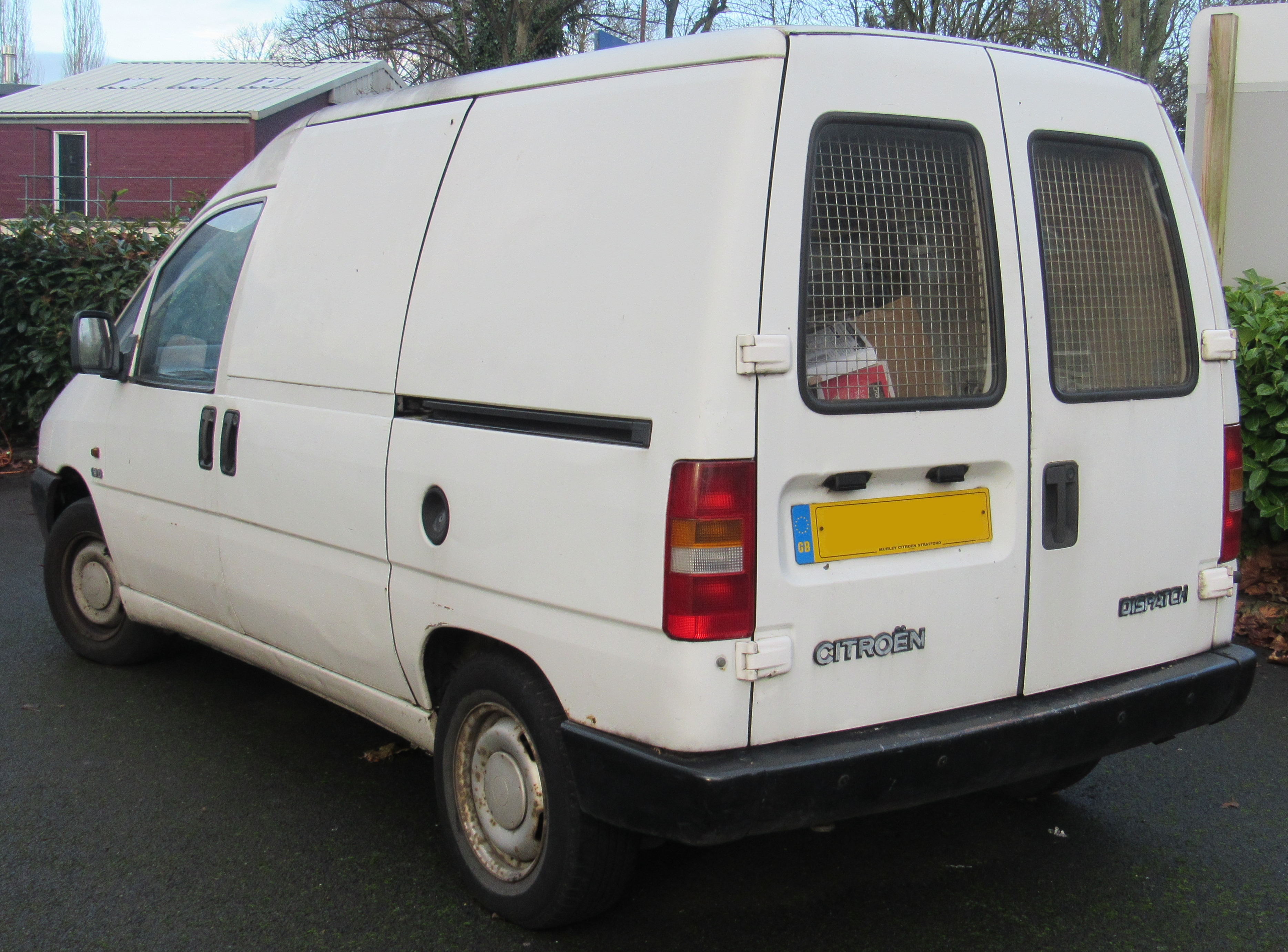
Citroën Jumpy I – tył

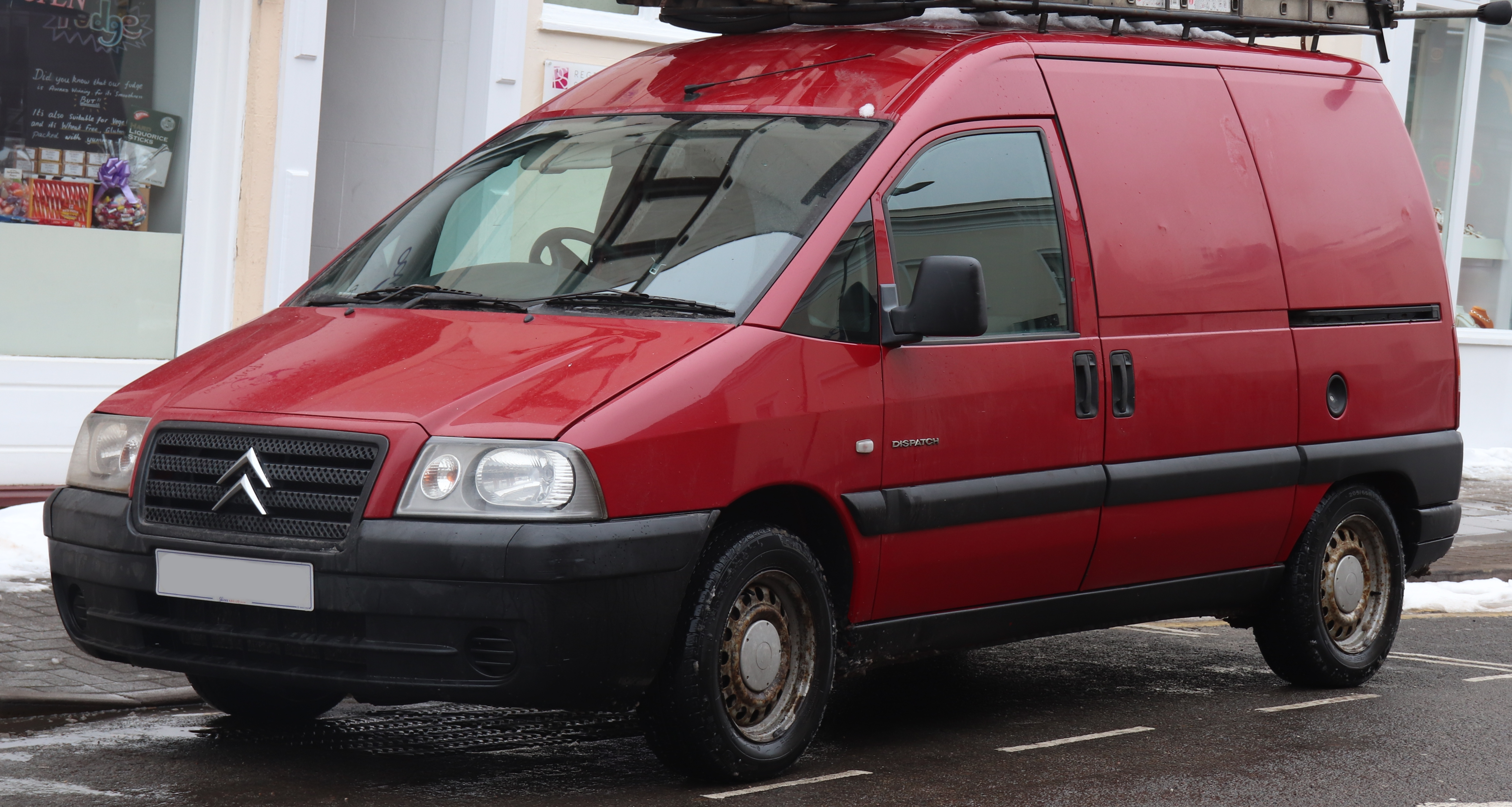
Citroën Jumpy I po liftingu

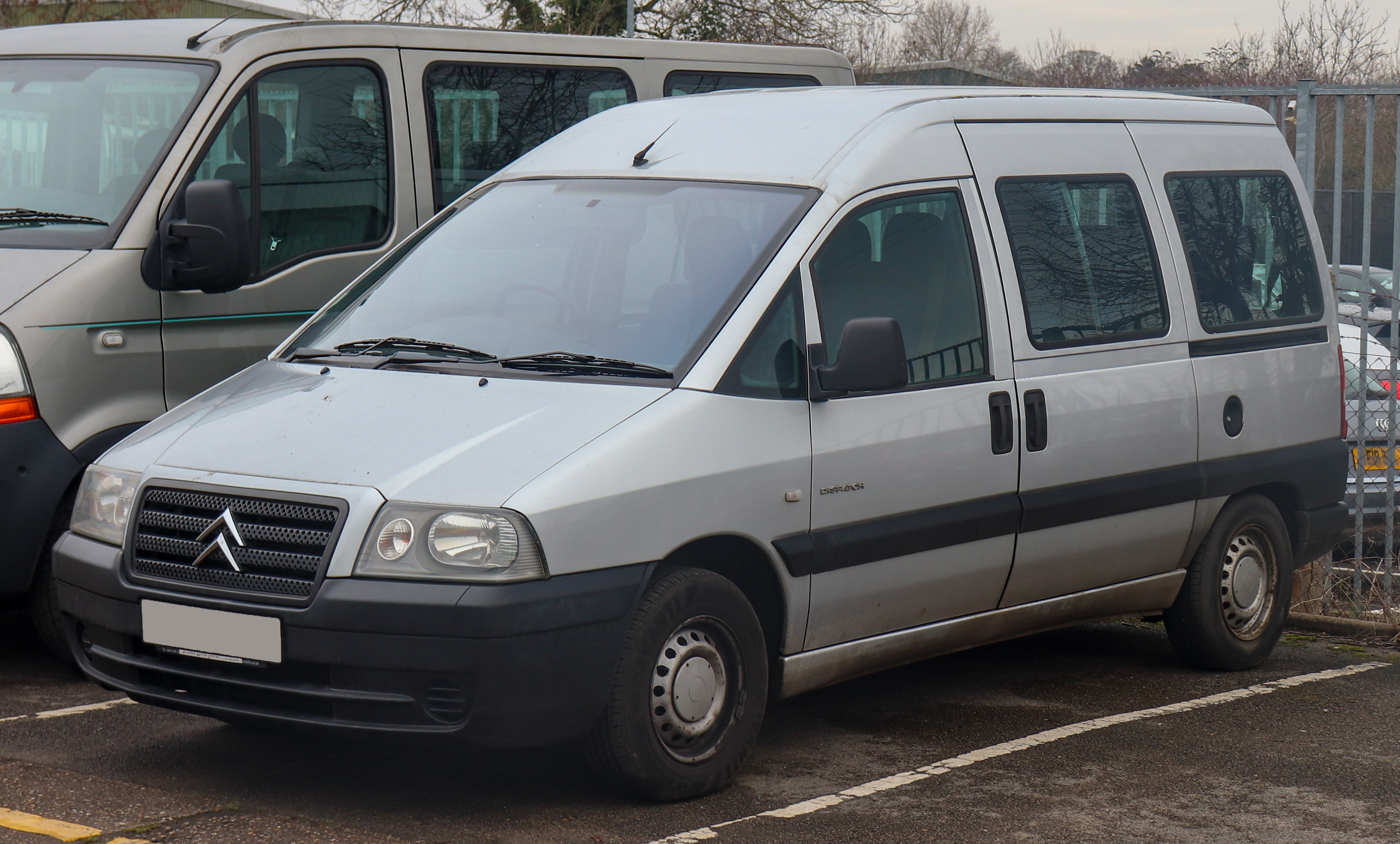
Citroën Jumpy I po liftingu w wersji osobowej

Citroën Jumpy I został zaprezentowany po raz pierwszy w 1994 roku.
Pierwsza generacja powstała na bazie opracowanego przez koncerny FIAT i PSA Eurovana i zaprezentowano ją w 1995 roku. W 2007 roku do sprzedaży trafiła druga generacja Citroëna Jumpy wraz z bliźniaczymi modelami. Rok później wszystkie trzy auta nagrodzono tytułem Samochodu Dostawczego Roku. Pojazd wszedł do produkcji w 1995 roku, stanowiąc uzupełnienie dla gamy aut dostawczych Citroëna, w której brakowało wówczas średniej wielkości auta dostawczego.
W okresie początkowym Jumpy dostępny był z trzema jednostkami napędowymi – benzynowym motorem 1.6 o mocy 79 koni mechanicznych, dieslem 1.9 dysponującym 69 KM oraz jego turbodoładowaną odmianą o mocy 90 KM. Pojazd produkowany był w dwóch różnych rozstawach osi. Oferta obejmowała furgony zamknięte oszklone i nieoszklone, wersje towarowo-osobowe, oraz wersję osobową kombi.
W 2004 roku samochód przeszedł facelifting, podczas którego zmieniono lekko wygląd zewnętrzny i wewnętrzny (m.in. reflektory przednie), zmodyfikowano także paletę dostępnych silników.
W zależności od modelu ładowność Citroëna Jumpy wynosiła 660–985 kg, objętość przestrzeni ładunkowej 4–5 m³. Wersje osobowe w zależności od konfiguracji posiadały od 5 do 9 miejsc łącznie z kierowcą.
Lista wyposażenia została okrojona w stosunku do pokrewnego Evasion, mimo że większość części i oblachowania jest identyczna. Można było jednak zamówić ABS, klimatyzację, elektryczne sterownie szybami.
W Wielkiej Brytanii, Irlandii oraz Australii auto dostępne było pod nazwą Dispatch.

### Silniki
| Silniki benzynowe    | Silniki benzynowe | Silniki benzynowe                        | Silniki benzynowe                        | Silniki benzynowe  | Silniki benzynowe          | Silniki benzynowe |
| Jednostka            | Pojemność [cm³]   | Moc maksymalna [KM] ([kW]) przy obr./min | Maks. moment obrotowy [Nm] przy obr./min | Oznaczenie silnika | Prędkość maksymalna [km/h] | Czas produkcji    |
| -------------------- | ----------------- | ---------------------------------------- | ---------------------------------------- | ------------------ | -------------------------- | ----------------- |
| 1,6i                 | 1581              | 58 kW (79 KM) przy 5750/min              | 125 Nm przy 2750/min                     | 220A2000           | 148                        | 1995–2000         |
| 2,0i 16V             | 1997              | 100 kW (136 KM) przy 6000/min            | 190 Nm przy 4100/min                     | EW10 J4 (RFN)      | 175                        | 2000–2006         |
| Silniki wysokoprężne |                   |                                          |                                          |                    |                            |                   |
| Jednostka            | Pojemność [cm³]   | Moc maksymalna [KM] ([kW]) przy obr./min | Maks. moment obrotowy [Nm] przy obr./min | Oznaczenie silnika | Prędkość maksymalna [km/h] | Czas produkcji    |
| 1,9D                 | 1905              | 51 kW (69 KM) przy 4600/min              | 120 Nm przy 2000/min                     | XUD9 /Z (D8C)      | b/d                        | 1995–1998         |
| 1,9D                 | 1868              | 51 kW (69 KM) przy 4600/min              | 125 Nm przy 2500/min                     | DW8 (WJZ)          | 138                        | 1998–2006         |
| 1,9 TD               | 1905              | 68 kW (92 KM) przy 4000/min              | 196 Nm przy 2250/min                     | XUD9 TE/L (D8B)    | 157                        | 1995–2000         |
| 1,9 TD               | 1905              | 66 kW (90 KM) przy 4000/min              | 196 Nm przy 2250/min                     | XUD9 TE/Y (DHX)    | 157                        | 1995–2000         |
| 2,0 HDi              | 1997              | 69 kW (94 KM) przy4000/min               | 215 Nm przy 1750/min                     | DW10 TD (RHX)      | 160                        | 2001–2006         |
| 2,0 HDi              | 1997              | 80 kW (109 KM) przy4000/min              | 250 Nm przy 1750/min                     | DW10 ATED (RHZ)    | 165                        | 2000–2006         |
| 2,0 HDi 16V          | 1997              | 80 kW (109 KM) przy 4000/min             | 270 Nm przy 1750/min                     | DW10 ATED4 (RHW)   | 165                        | 2000–2006         |

## Druga generacja

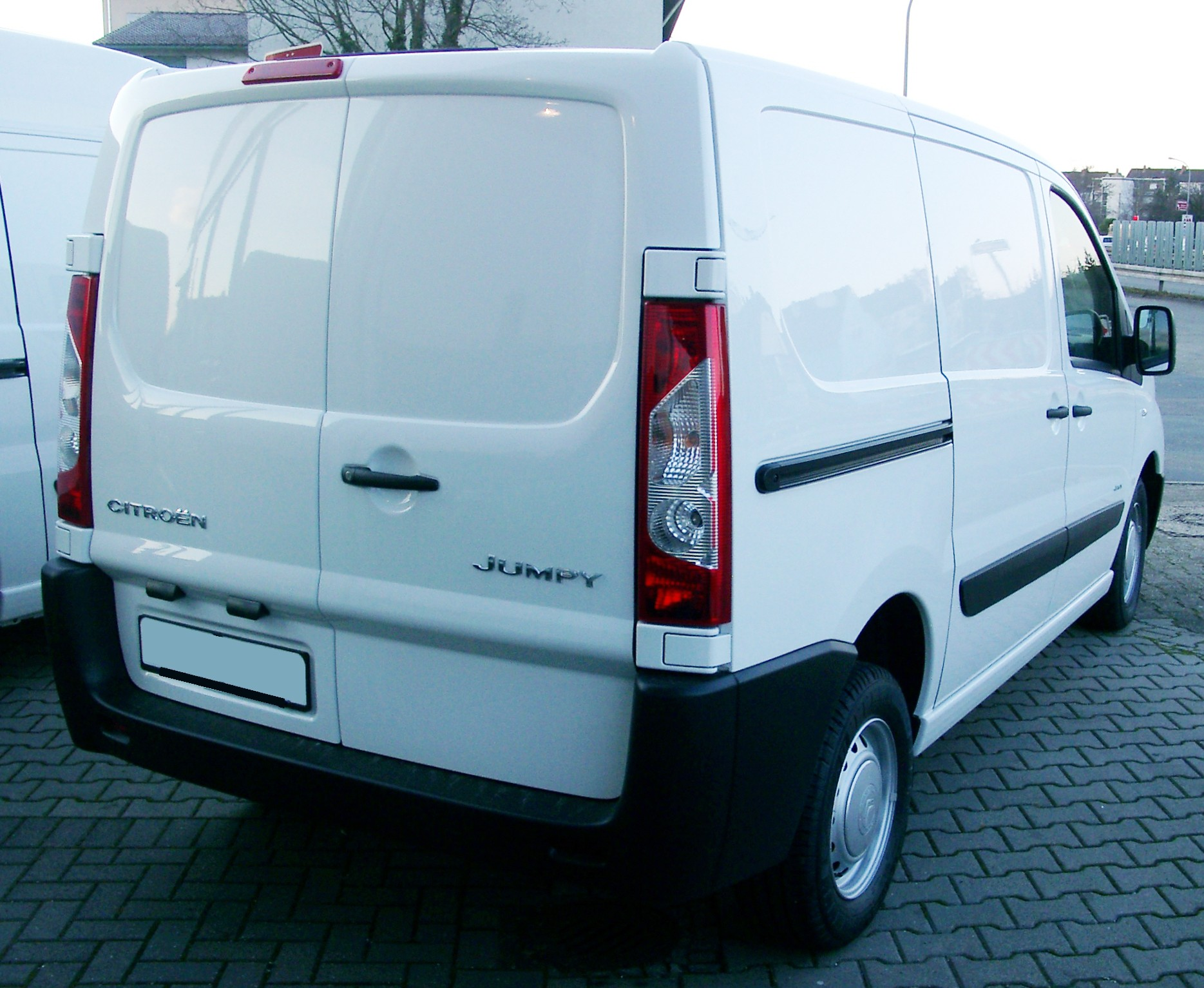
Citroën Jumpy II – tył

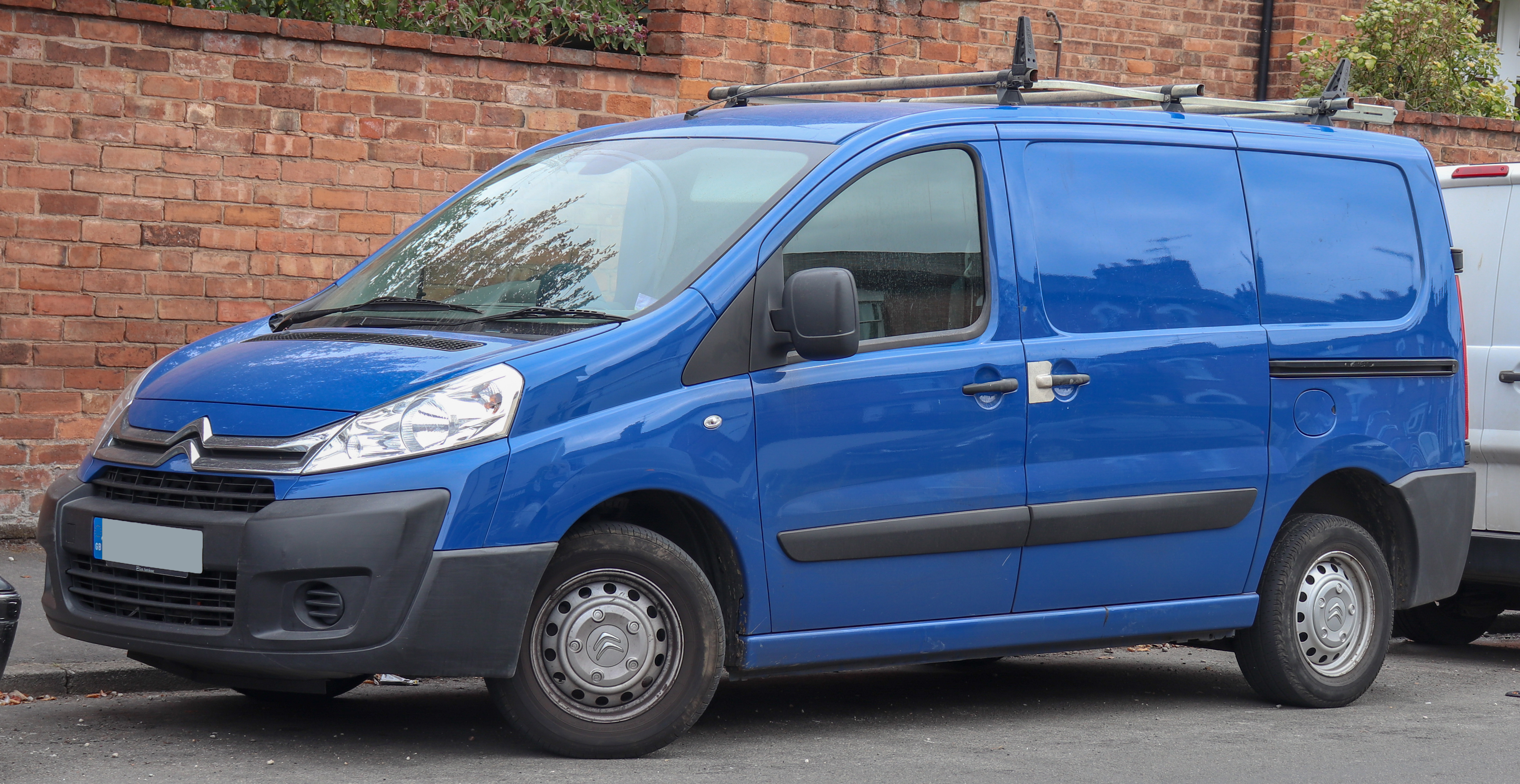
Citroën Jumpy II po liftingu

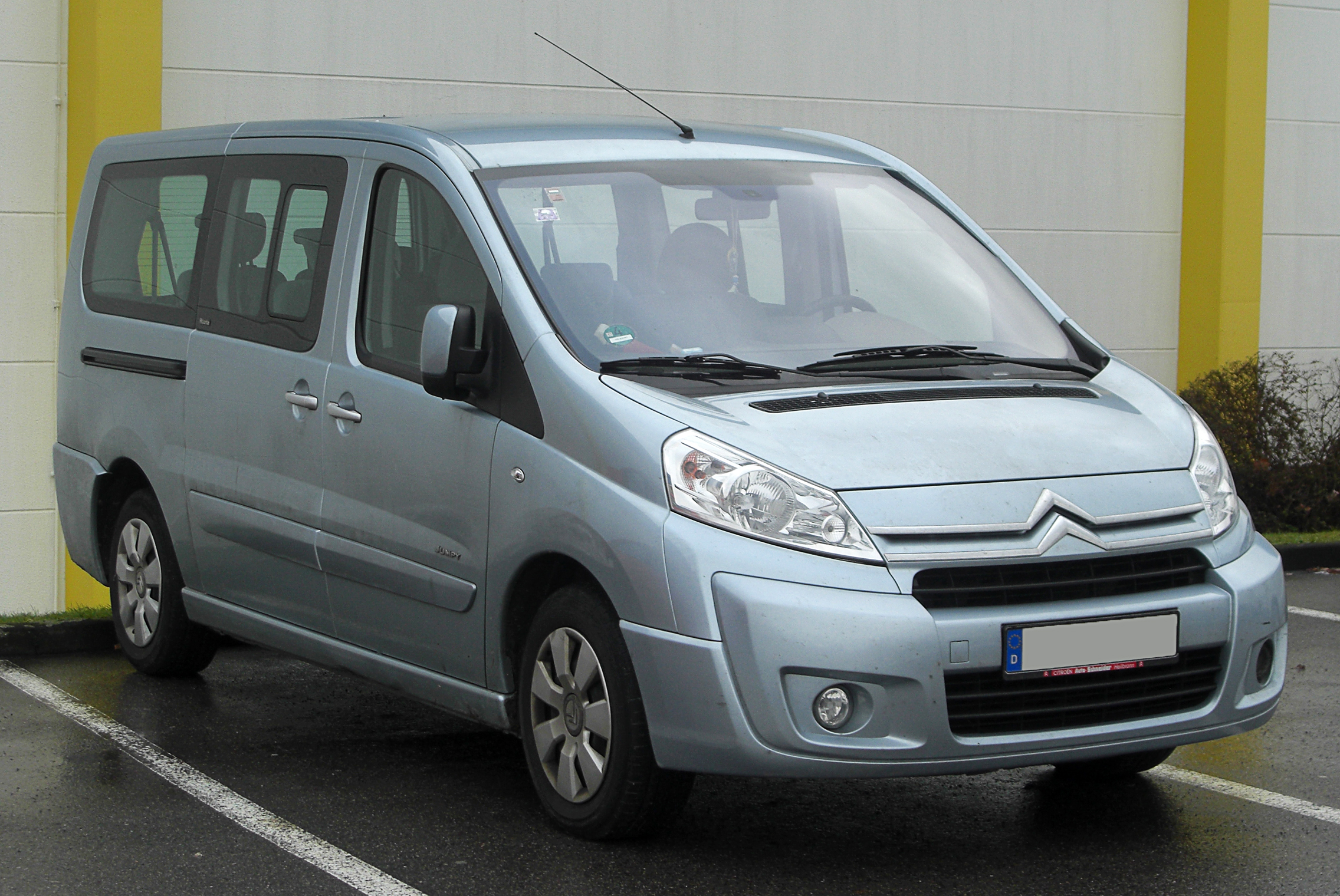
Citroën Jumpy II w wersji osobowej

Citroën Jumpy II został zaprezentowany po raz pierwszy pod koniec 2006 roku.
. Produkcja modelu rozpoczęła się w styczniu 2007 roku. Wymiary pojazdu są większe w stosunku do poprzedniej generacji, w związku z czym znacznie wzrosła pojemność przestrzeni bagażowej. Samochód ten technicznie bazuje na Eurovanie drugiej generacji, czyli Citroënie C8 i jego bliźniaczych odmianach.
W pojeździe zastosowano całkowicie nową paletę jednostek napędowych składającą się głównie z silników Diesla o pojemnościach 1.6 i 2.0. Dostępna była też benzynowa jednostka o pojemności 2.0 dysponująca mocą 140 KM. Jako wyposażenie dodatkowe dostępne jest zawieszenie pneumatyczne, które umożliwia obniżenie samochodu przy załadunku.
Citroën Jumpy dostępny jest w wersji dostawczej jako zamknięty furgon, lub jako platforma do zabudowy natomiast wersja osobowa umożliwia przewożenie od 5 do 9 osób.
Trzy modele dostawcze drugiej generacji produkowane przez spółkę Sevel Nord otrzymały tytuł samochodu dostawczego roku 2008 („International Van of the Year 2008”).
Facelifting auta odbył się w 2012 roku. Modernizacji poddano m.in. reflektory przednie, atrapę chłodnicy, zderzaki oraz dodano do wyposażenia system kontroli trakcji o nazwie Grip Control, który może pracować w czterech trybach: Normal, All-terrain (terenowy), Snow (śnieg) i Sand (piasek). Wersja ta w testach zderzeniowych wykonywanych przez EuroNCAP uzyskała wynik trzech gwiazdek w zakresie ochrony pasażerów.
W 2014 roku samochód w osobowej wersji Multispace trafił do oferty niemieckiego producenta pojazdów kempingowych – firmy Westfalia. Samochód wyposażono w miejsca do spania dla czterech osób, lodówkę, zlewozmywak i dwupalnikową kuchenkę.
Pod koniec 2015 roku zaprezentowano zupełnie nową rodzinę bliźniaczych dostawczych modeli PSA i Toyoty (tym razem bez FIATa), które trafiły do produkcji na początku 2016 roku.

### Silniki
| Silniki benzynowe    | Silniki benzynowe | Silniki benzynowe                        | Silniki benzynowe                        | Silniki benzynowe  | Silniki benzynowe          | Silniki benzynowe |
| Jednostka            | Pojemność [cm³]   | Moc maksymalna [KM] ([kW]) przy obr./min | Maks. moment obrotowy [Nm] przy obr./min | Oznaczenie silnika | Prędkość maksymalna [km/h] | Czas produkcji    |
| -------------------- | ----------------- | ---------------------------------------- | ---------------------------------------- | ------------------ | -------------------------- | ----------------- |
| 2,0 ESS              | 1997              | 103 kW (140 KM) przy 6000/min            | 180 Nm przy 2500/min                     | EW10               | 175                        | 2007–2010         |
| Silniki wysokoprężne |                   |                                          |                                          |                    |                            |                   |
| Jednostka            | Pojemność [cm³]   | Moc maksymalna [KM] ([kW]) przy obr./min | Maks. moment obrotowy [Nm] przy obr./min | Oznaczenie silnika | Prędkość maksymalna [km/h] | Czas produkcji    |
| 1,6 HDi              | 1560              | 66 kW (90 KM) przy 4000/min              | 180 Nm przy 1750/min                     | DV6 UTED4 (9HU)    | 145                        | 2007–2016         |
| 2,0 HDi              | 1997              | 88 kW (120 KM) przy 4000/min             | 300 Nm przy 2000/min                     | DW10 BTED4 (RHK)   | 160                        | 2007–2010         |
| 2,0 HDi              | 1997              | 94 kW (128 KM) przy 4000/min             | 320 Nm przy 2000/min                     | DW10 BTED4         | 170                        | 2010–2016         |
| 2,0 HDi              | 1997              | 100 kW (136 KM) przy 4000/min            | 320 Nm przy 2000/min                     | DW10 BTED4 (RHR)   | 170                        | 2007–2010         |
| 2,0 HDi              | 1997              | 120 kW (163 KM) przy 3750/min            | 340 Nm przy 2000/min                     | DW10 C (RHH)       | 170                        | 2008–2016         |

## Trzecia generacja

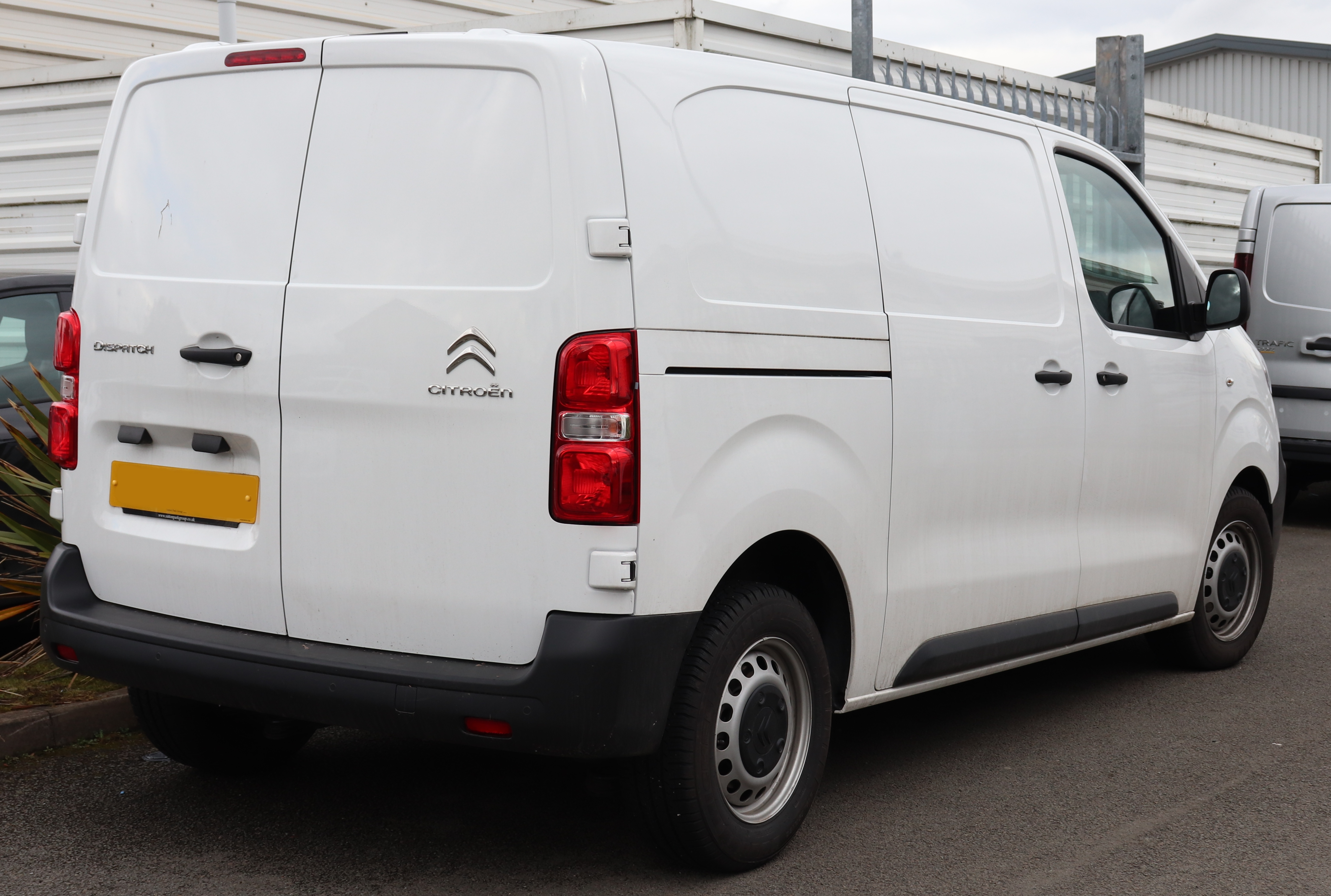
Citroën Jumpy III – tył

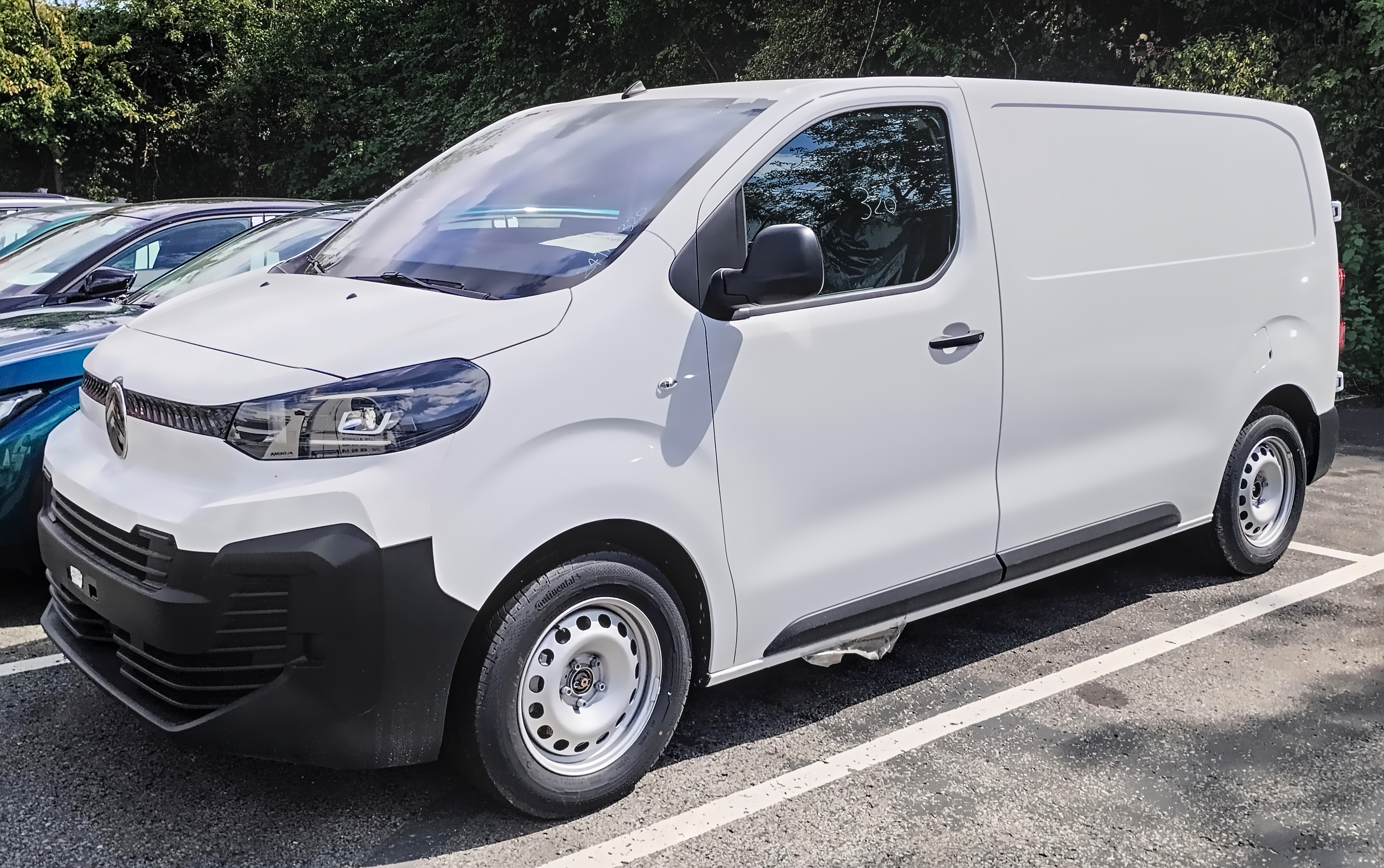
Citroën Jumpy III po liftingu

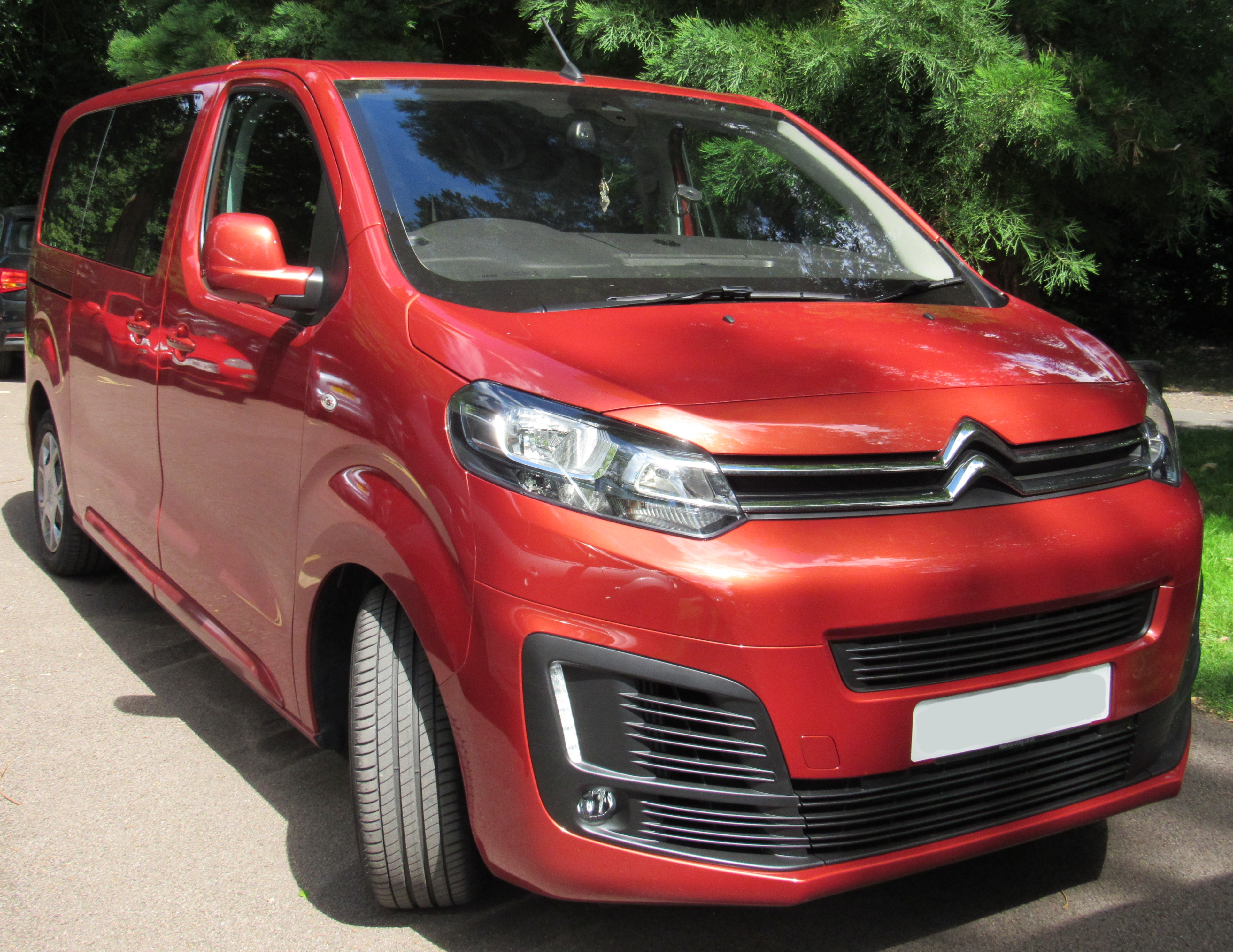
Citroën SpaceTourer – wersja osobowa

Citroën Jumpy III został zaprezentowany po raz pierwszy w 2016 roku. Osobowa wersja zyskała nazwę SpaceTourer.
Samochód wraz z bliźniaczymi modelami marek Peugeot i Toyota zaprezentowano podczas Salonu Samochodowego W Birmingham w 2016 roku. Auto skonstruowano na modułowej płycie podłogowej EMP2, którą wykorzystują osobowe auta grupy PSA. W stosunku do poprzedniej generacji nadwozie auta jest znacznie bardziej zwarte i nowoczesne. Samochód produkowany jest w trzech odmianach różniących się długością – XS, M, XL (wersja ta cechuje się też większą wysokością – 193 cm). Ładowność wszystkich wariantów jest identyczna i wynosi 1400 kg. Standardowe wyposażenie z zakresu bezpieczeństwa obejmuje m.in. systemy ABS, ESP, ASR, AFU i Hill Assist oraz poduszkę powietrzną kierowcy i podwójną poduszkę powietrzną pasażera.
Citroën SpaceTourer to duży van klasy wyższej, którego premiera odbyła się w pierwszej kolejności, podczas Salonu Samochodowego w Genewie w marcu 2016 roku razem z bliźniaczymi modelami: Peugeot Traveller i Toyota ProAce Verso. Jego pierwowzorem był zaprezentowany w 2011 roku model koncepcyjny o nazwie Tubik. Wszystkie trzy auta powstają w fabryce należącej do spółki Sevel w Valenciennes. Jest to pierwszy duży, rodzinny samochód Citroëna od czasu zakończenia produkcji C8.
Podobnie jak Jumpy, SpaceTourer dostępny jest w 3 długościach nadwozia i 2 różnych jego wysokościach. Największe różnice dotyczą jakości materiałów, z których wykonano wnętrze. W zależności od wersji w samochodzie może podróżować od 5 do 9 osób, a ponadto istnieje możliwość urządzenia mobilnego biura.
Wyposażenie w zależności od konfiguracji obejmuje m.in. elektrycznie przesuwane drzwi boczne, dotykowy ekran o przekątnej 7 cali, kamerę cofania z ekranem w lusterku wstecznym czy też aktywny tempomat i system unikania kolizji.
Jesienią 2023 roku samochód przeszedł modernizację. W aucie zastosowano m.in. nowe logo marki. Nowy model charakteryzuje się nowym przodem, zoptymalizowanym zderzakiem dla lepszego designu i aerodynamiki, nowymi reflektorami LED i całkowicie nową osłoną chłodnicy, która zawiera nową sygnaturę marki. Po bokach pojazdu nowe kolory felg dopełniają odnowioną estetykę, podobnie jak nowy kolor nadwozia Titanium Grey. Nowa elegancka deska rozdzielcza ma nie tylko nowy wygląd i wstawki, ale jest także bardziej praktyczna. Zwiększono rozmiar istniejących schowków i dodano nowe, w szczególności w górnej części, gdzie uchwyty na kubki zostały również zaprojektowane tak, aby pomieścić smartfony, a nowy górny schowek może pomieścić tablety. Kierownica jest nowa, z różnymi zintegrowanymi elementami sterującymi (wspomaganie jazdy, telefon, radio itp.) i może być podgrzewana. W nowym modelu zastosowano w 100% cyfrowy 10-calowy panel wskaźników. Chociaż Jumpy jest standardowo wyposażony w czarno-biały cyfrowy zestaw wskaźników, oferuje opcjonalny 10-calowy kolorowy ekran HD, na którym kierowca może dostosować sposób wyświetlania kluczowych informacji.

### Silniki
| Silniki wysokoprężne | Silniki wysokoprężne | Silniki wysokoprężne                     | Silniki wysokoprężne                     | Silniki wysokoprężne       | Silniki wysokoprężne | Silniki wysokoprężne |
| Jednostka            | Pojemność [cm³]      | Moc maksymalna [KM] ([kW]) przy obr./min | Maks. moment obrotowy [Nm] przy obr./min | Prędkość maksymalna [km/h] | Czas produkcji       |                      |
| -------------------- | -------------------- | ---------------------------------------- | ---------------------------------------- | -------------------------- | -------------------- | -------------------- |
| BlueHDi 95           | 1560                 | 66 kW (95 KM) przy 3750/min              | 210 Nm przy 1750/min                     | 145                        | od 2016              |                      |
| BlueHDi 115          | 1560                 | 88 kW (116 KM) przy 3500/min             | 300 Nm przy 1750/min                     | 160                        | od 2016              |                      |
| BlueHDi 120          | 1997                 | 88 kW (122 KM) przy 3750/min             | 300 Nm przy 1750/min                     | 170                        | od 2016              |                      |
| BlueHDi 150          | 1997                 | 94 kW (150 KM) przy 4000/min             | 370 Nm przy 2000/min                     | 170                        | od 2016              |                      |
| BlueHDi 180          | 1997                 | 100 kW (177 KM) przy 3750/min            | 400 Nm przy 2000/min                     | 170                        | od 2016              |                      |